# 建筑史
建筑史（英語：history of architecture）指建筑物的历史或对建筑历史的研究。

## 史前建筑
- 新石器时代建筑

## 古代建筑
- 古埃及建筑

古埃及建築是指古埃及時期在尼羅河一帶所發展出之具有文明影響力且組織結構多元化的建築風格。目前這些建築有一些被完好的保存了下來，其中較知名的有吉薩金字塔群、獅身人面像、阿布辛貝神殿和卡納克神廟等。
- 亚述建筑
- 巴比伦建筑
- 伊特鲁里亚建筑
- 克里特建筑
- 迈锡尼建筑
- 波斯建筑
- 苏美建筑

## 西方建筑 — 古典主义到折衷主义

### 古典建筑
- 古希腊建筑
  - 雅典古集市
  - 帕德嫩神廟
  - 阿波罗神庙
  - 古希腊剧场
- 古罗马建筑
  - 罗马别墅
  - 罗马广场
  - 竞技场
  - 羅馬競技場
  - 萬神殿
  - 凯旋门
  - 水道工程

## 伊斯兰建筑
自伊斯兰于7世纪创立后，迅速在世界各地传播开来，由于伊斯兰教禁止偶像崇拜，在这些地区形成了独特的伊斯兰建筑风格。
- 伊斯兰建筑
  - 泰姬陵
  - 倭马亚清真寺
  - 阿克萨清真寺

## 东方建筑
長城
頤和園

## 欧洲建筑

### 中世纪建筑

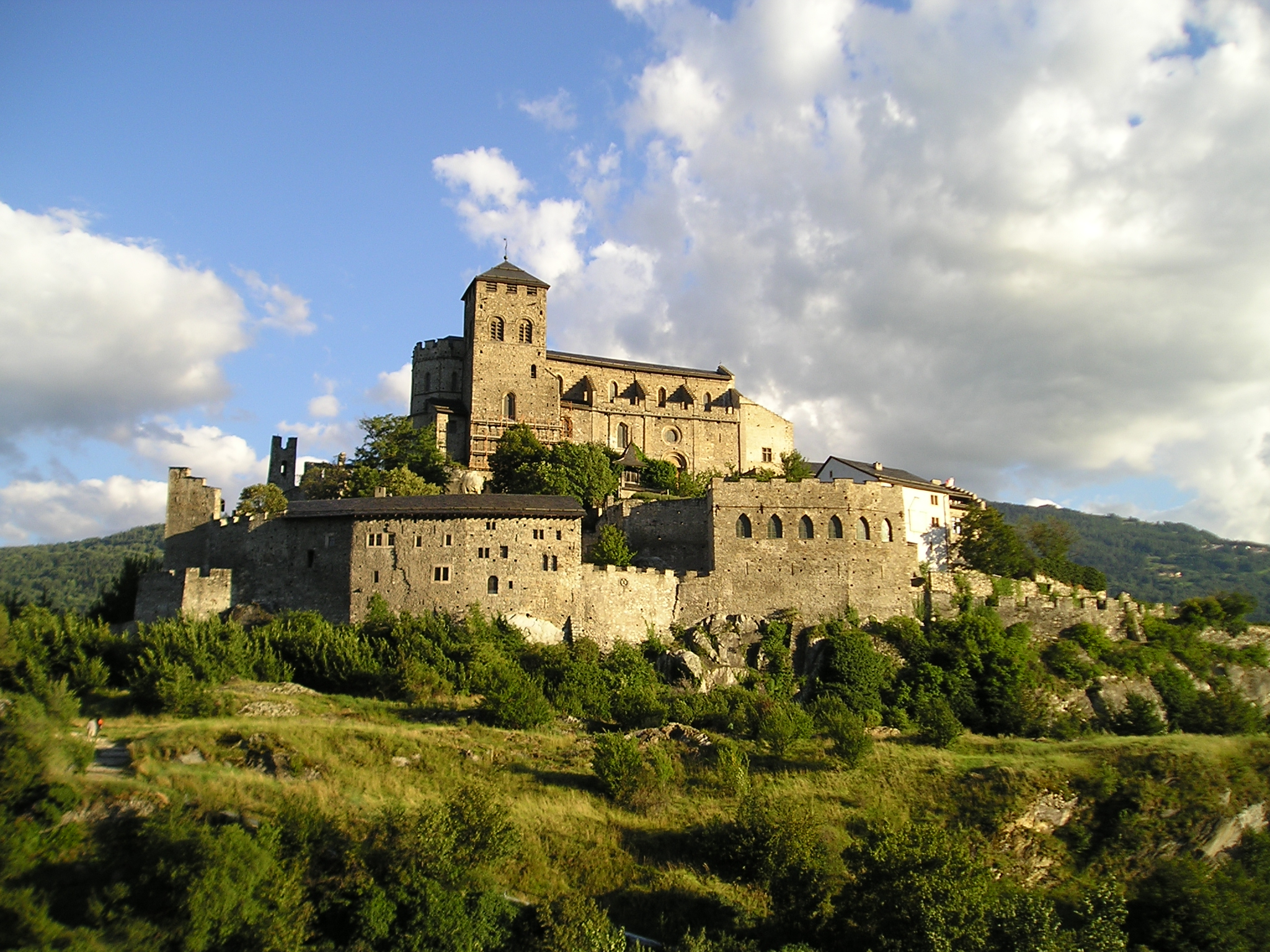
瓦萊里城堡，瑞士锡永，建于公元12至13世纪，羅馬 / 哥德式

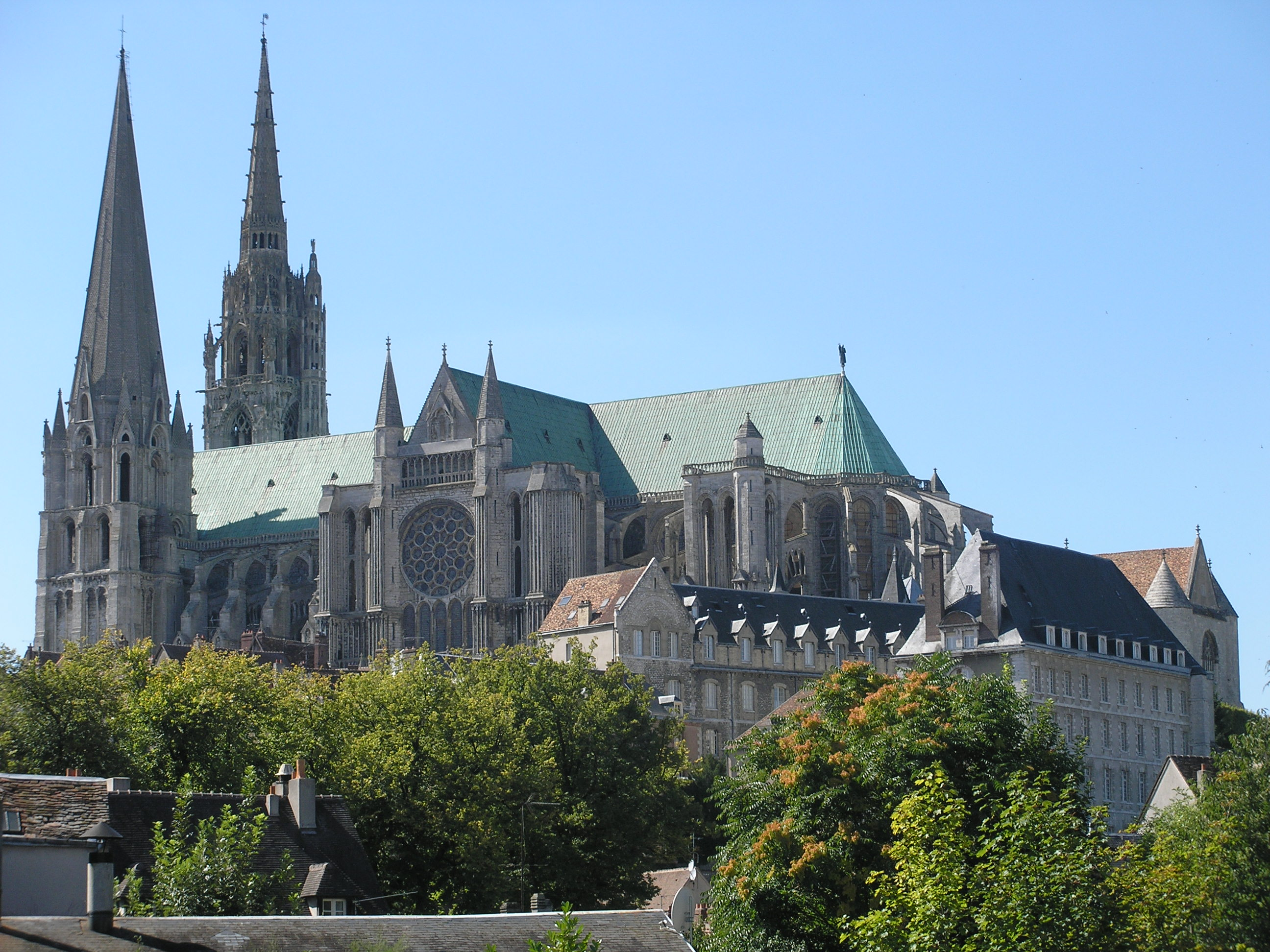
沙特尔主教座堂，法国，1194–1260，哥特式建筑

中世纪（AD476—1453）的建筑包含了意大利、北方、西班牙、拜占庭元素的冲突与融合，而更显著的特点是国王、教宗、大小神职人员相互的权力争斗。依此，可分为基督教早期、前罗马式建筑（包含墨洛温、卡罗琳、奥托以及阿斯图里亚斯四个时期）、罗马式、哥特式。这种分类方式虽有争议但很好的划分了各个时代建筑的显著区别。
著名的中世纪建筑都是宗教建筑，而现存的中世纪世俗建筑主要是城堡和要塞，其特色是十字形开窗兼具装饰和军事功能。

### 文艺复兴建筑

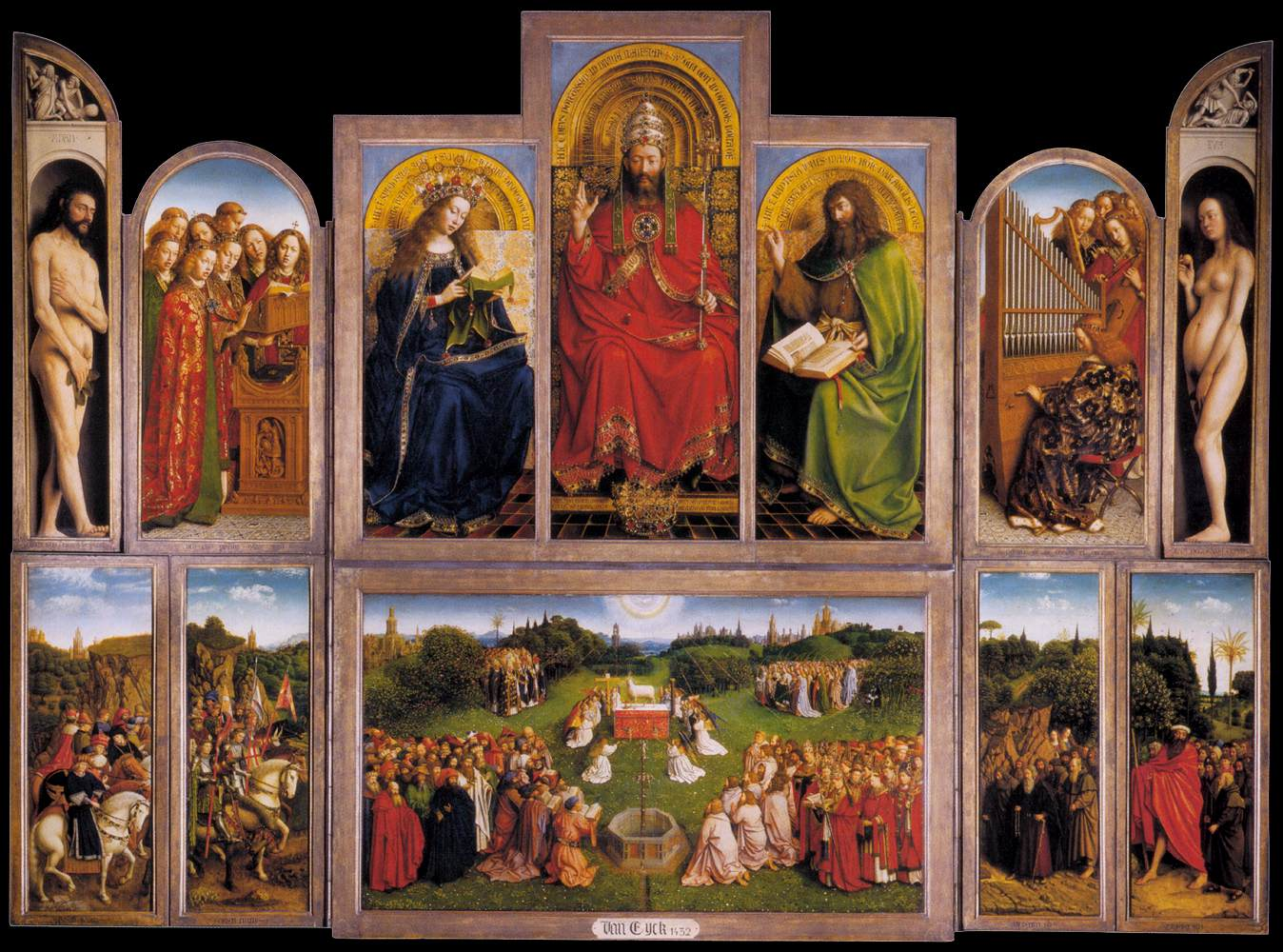
根特祭坛画《神秘羔羊之爱》（内层画作），作于1432年

文艺复兴（14世纪～17世纪）的建筑根植于这个时代艺术与文化的大发展。这一时期，古希腊、古罗马学术传统得到恢复，科学技术不断发展，为艺术提供的养料。
这一时期建筑表现手法的发展在于无形的光线与有形的实体在几何上调合，将世俗升华为神创之物。世间与神间的关系被改变，透视通过对视界的全新表现手法，无限扩展了人类理解的范畴，在艺术领域表现为宽阔的空间开始出现在文艺复兴的绘画手法，并帮助塑造了新的人文思想。
透视手法代表了一个新的普遍性观点，一个先验观点，即通过理智可以理解并控制空间。因此，文艺复兴建筑在表达意图的构思上更为清晰，其对空间的处理，是被期望从设定的方向去理解。透视能够最大限度的模拟真实的场景，因为其不仅仅能够用来描述建筑师的观点，还允许他们通过图像去预测现实中人们对建筑的体验。
布拉曼特的贝尔维德勒庭院就是先通过图纸完成构思，然后才建设的。这样的空间构成只能通过抽象的透视手法才能够实现。通过抽象，各种异构的因素组合在一起，隐喻了流行规则的合法性。这个庭院被用来连接一个圣彼得大教堂右侧的古代教宗宫殿与另一个宫殿。布拉曼特用了三个庭院处理斜坡，从较低的庭院到较高的庭院，有着逐渐整齐的花园布置，创造了人世间与理想中圣城之间的对比，这尤其从布拉曼特描绘下的，从教皇我是窗户看出的景象尤为明显。
1496年查理八世 (法兰西)在征服那不勒斯后返回法国，而作为其战利品的意大利艺术家将文艺复兴的风潮引入法国。从最早的昂布瓦斯城堡开始，卢瓦尔河谷上出现了一系列文艺复兴风格的城堡，并在弗朗索瓦一世(1515-1547)统治时期风行一时（详见卢瓦尔河流域）。香波尔城堡是哥特式的结构与意大利风格的装饰相结合的作品，这个风格由包括塞里奥在内的建筑师发展，并运用在著名的枫丹白露宫。

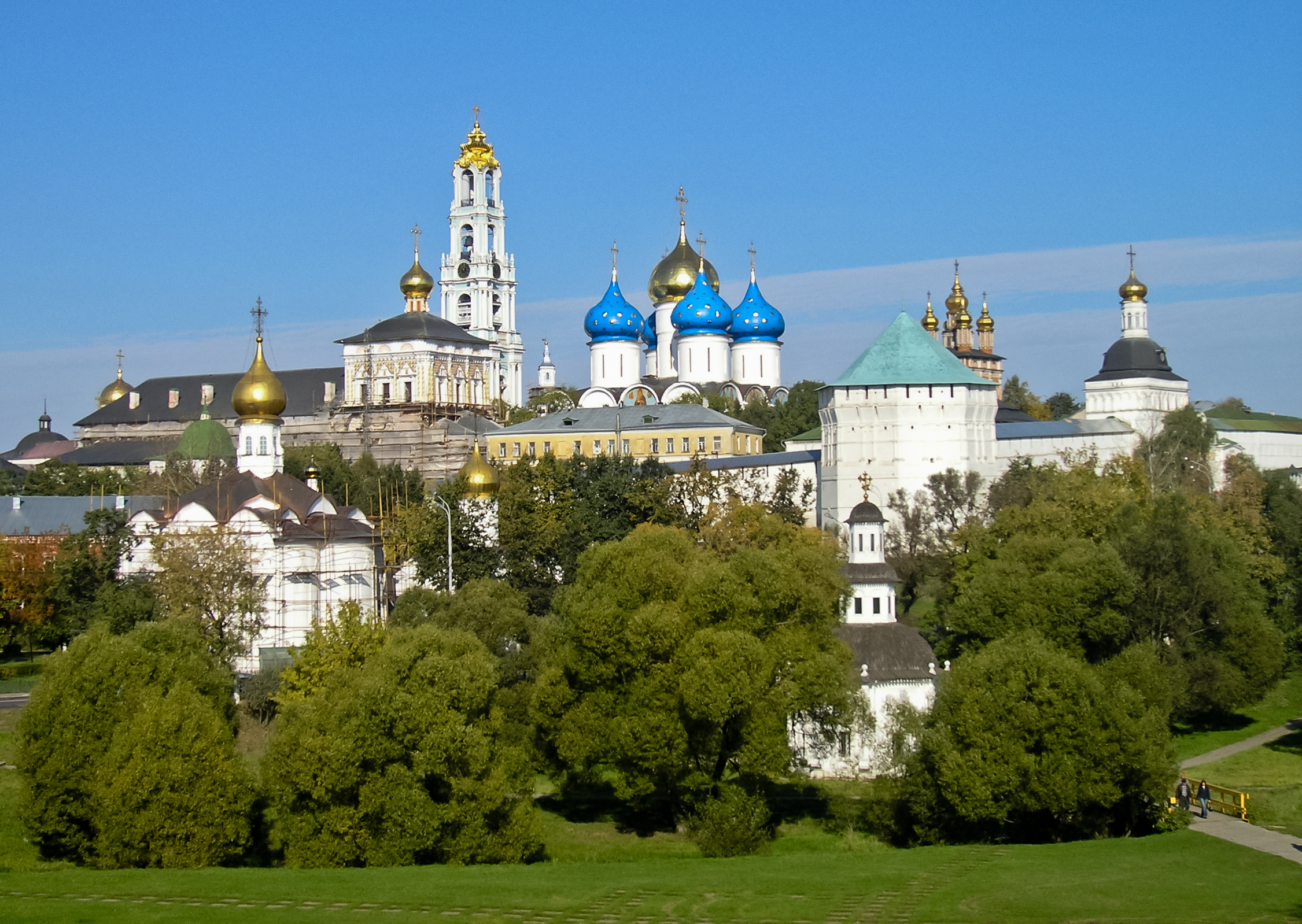
俄罗斯谢尔吉耶夫镇的圣三一大修道院

同样风格的建筑在亨利二世、亨利三世时期陆续涌现。这时期著名的建筑师有德洛姆、杜塞索、维尼奥拉、勒柯。卢浮宫的宫殿广场西南的内面就是由勒柯设计，上面的雕刻是古戎的作品。
将文艺复兴风格引入英国的是琼斯，他曾在意大利学习建筑，并明显的受到帕拉弟奥风格影响。返回英国后的琼斯热情推动了文艺复兴，在1616年设计了格林威治的女王之屋，3年后又设计了白厅街上的国宴厅。这些作品有着干净的线条和对称的外形，在那个当时被棂窗、垛口、角楼统治的国家堪称革命。

### 巴洛克建筑

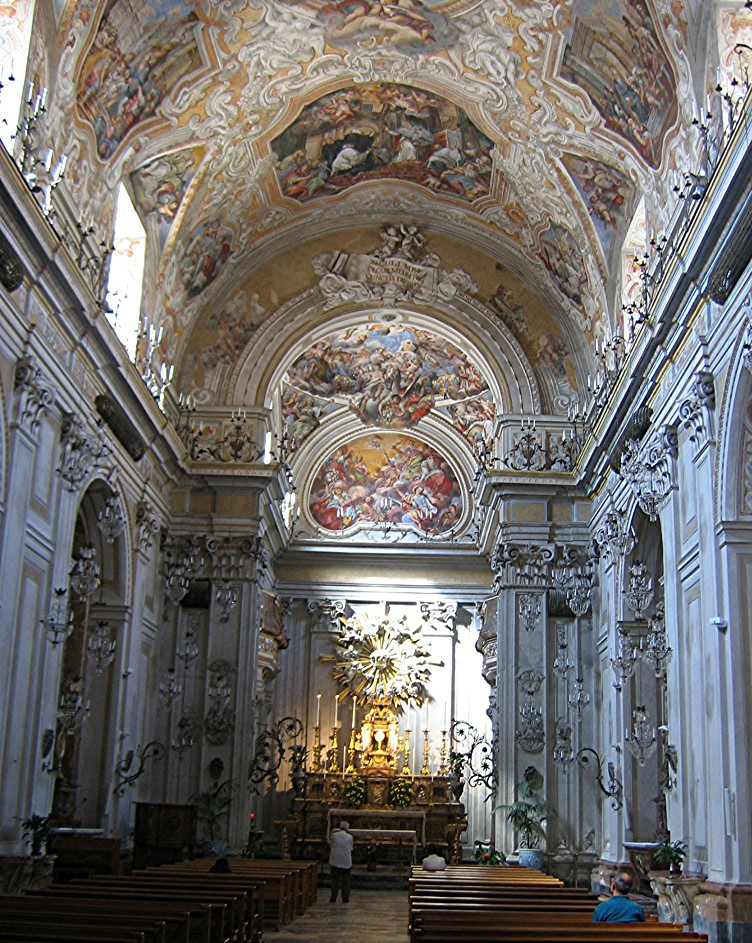
西西里巴洛克风格: 卡塔尼亚的圣贝奈戴托教堂

如果说文艺复兴标志着人文文化的重生，那么之后的风格主义与巴洛克建筑则传达了对意图与表达方法的焦虑。科学与哲学的发展将现实的数学表述与其他文化分隔开来，根本的改变了凡人通过建筑与凡世沟通的方式。

### 启蒙时代
合理性与普遍性造就了历史的解放，塞姆帕尔领导了建筑理论的革命，创造了关于形式的现代观点，成为现代性的种子。

### 学院派建筑（Beaux-Arts architecture）

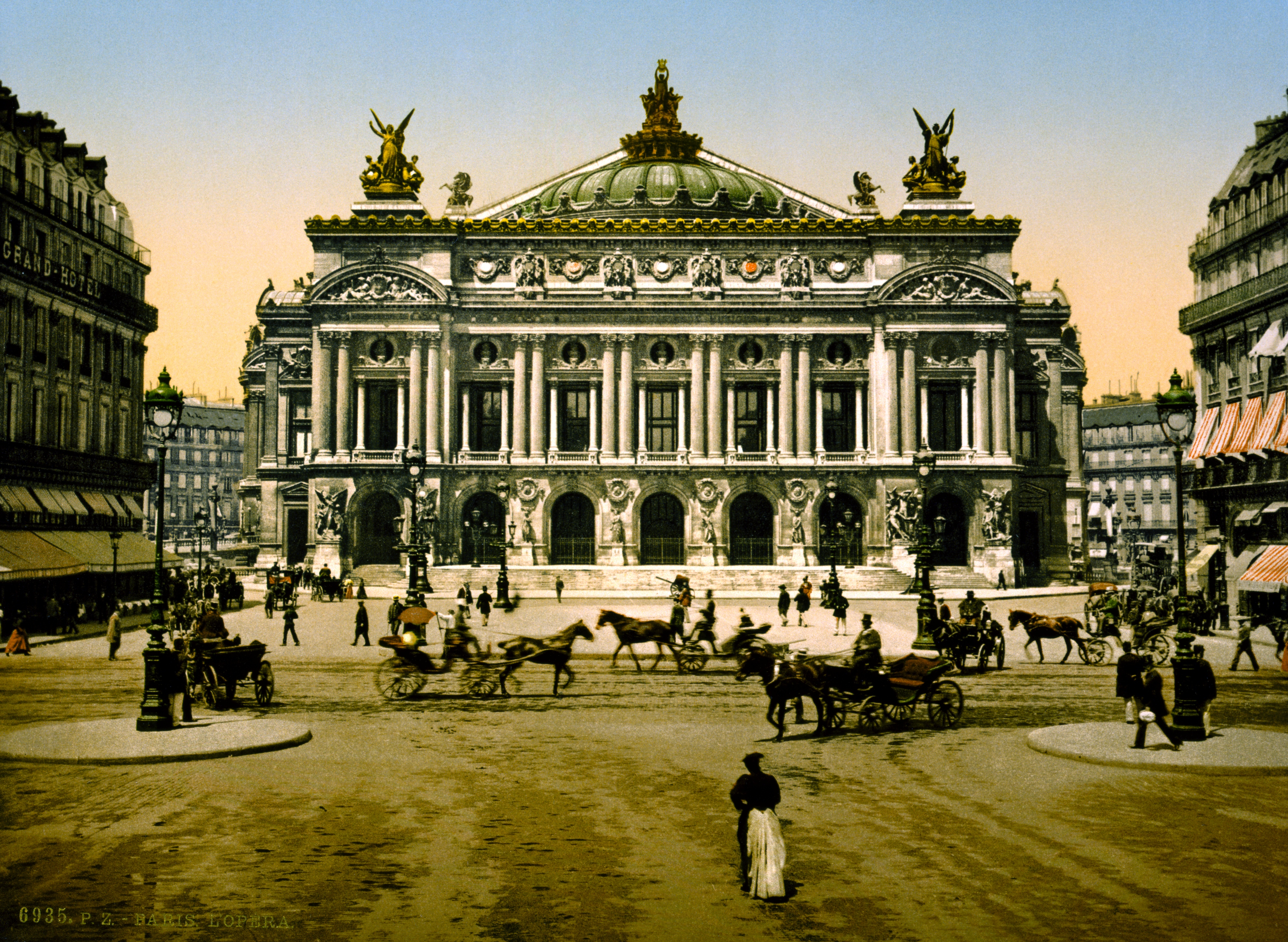
巴黎歌剧院是学院派建筑的招牌，被左拉称为"所有风格的奢华杂交"

学院派建筑（或称美术风格建筑、布杂风格建筑）由19世纪巴黎的法國美術學院创造。两个半世纪的积累中，学院派建筑吸取了皇家建筑学院及法國美術學院建筑系的成就。法國美術學院为旧王朝时代设立的罗马大奖提供了竞争平台，获胜者可以获得去罗马学习的机会，在这种选拔体系下，学院派建筑深深地烙下了罗马风格的印记，并在第二帝国时期(1850-1870)以及第三共和国时期达到顶峰。

## 现代主义建筑

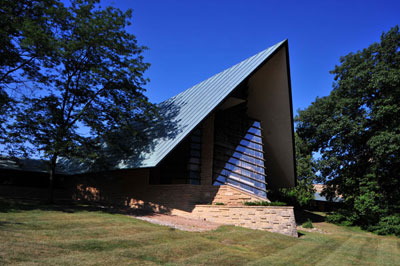
弗兰克·赖特设计的第一一位協會聚會所，美国，维斯康辛州，麦迪逊

现代主义建筑包含万千风格，但都有相似的因素。现代主义建筑起源于1900年代，起初是简化的形式与较少的装饰。从1940年代起，现代主义建筑风格逐渐稳定，占据了建筑界的主流，形成了被称为国际风格的建筑。在20世纪大部分时间里，现代主义建筑占据了政府机构和商务建筑的主流。现代主义建筑的准确起源和要素未有明确的定义，仍待广泛的解读与思辨。但现代主义建筑的主基调似乎是在遵循“功能决定形式”。

### 功能主义建筑

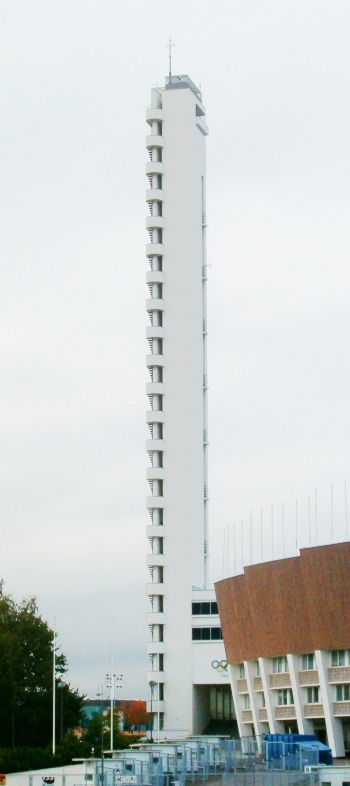
赫尔辛基塔 赫尔辛基奥林匹克体育场 (Y. Lindegren & T. Jäntti, 建造于1934-38)

在建筑领域，功能主义认为满足建筑的功能是建筑的基石。随着现代主义建筑的发展，功能主义的定义在专业人士内也面临着混淆与争论。建筑的功能主义最早由古罗马时期的维特鲁威提出，他指出了建筑三要素，即持久、有用、美观（firmitas, utilitas, venustas）。

### 未来主义建筑

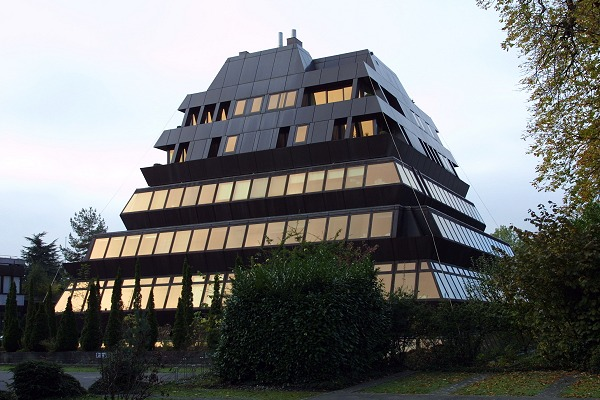
苏黎世的Ferrohouse (賈斯特斯·達辛登, 1970)- 未来主义建筑的实例

未来主义建筑最早出现在20世纪早期，其特点是具备反历史主义的元素，以及表现出速度、动作与急促的水平线。技术、暴力都是现代主义的主题。未来主义运动由意大利裔法国作家马里内蒂创建，其在1909年巴黎《费加罗报》发表了“未来主义宣言”。运动吸引了许多诗人、音乐家以及建筑师。在其影响下，现代主义建筑鼻祖圣埃里亚(Antonio Sant'Elia)完成了一系列大胆的未来都市设想，尽管大部分未能付诸实践，他的设计影响了许多建筑师、艺术家和设计师。

### 表现主义建筑

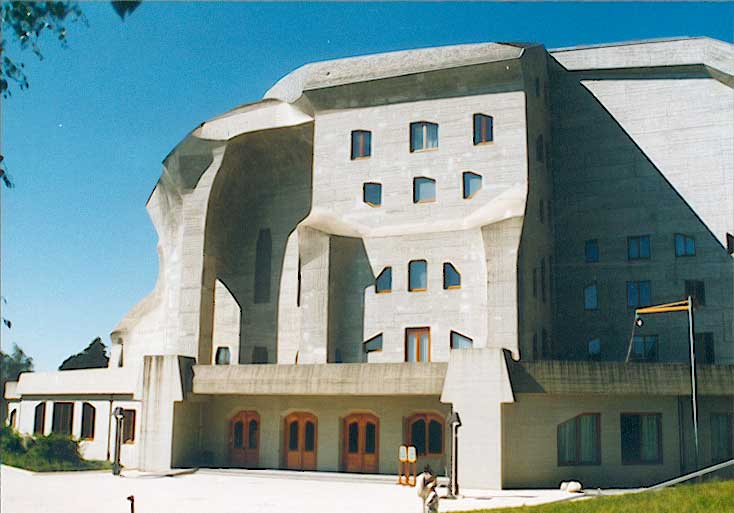
瑞士的歌德馆，魯道夫·斯坦納于1923

表现主义建筑是19-20世纪早期产生于北欧的建筑运动，他伴随着表现主义视觉和表现主义表演艺术出现。建筑学上，表现主义被认为等同于从第一次世界大战后至二十世纪二十年代建筑师在德国、荷兰和斯堪的纳维亚的作品。表现主义建筑的特点是奇异的角形或者有机形状以及内部空间，从某种意义上说，它使得钢筋混凝土的运用成为可能。历史学家彼夫森 Pevsner 看到这种建筑风格偏离了现代建筑运动的发展轨道，受第一次世界大战后新艺术主义的影响。战前最贴近表现主义风格的作品或许就是彼得·贝伦斯（Peter Behrens）的建筑，特别是柏林的 A.E.G. 工厂，战后魏玛共和国期间的建筑作品已吸收了表现主义的主要特征。战后最著名的表现主义建筑的榜样是 1923 年汉堡的智利大厦（Chilehaus）和1919年柏林的大剧院（Grosses Schauspielhaus）。所有表现主义风格的建筑中最引人注目的建筑也许是埃里克 · 门德尔松（Erich Mendelson）的早期作品——爱因斯坦塔，它于 1920 年建于波茨坦，是一个流线型设计思想的有机形式，对西方工业设计产生了深远的影响。

### 国际风格建筑

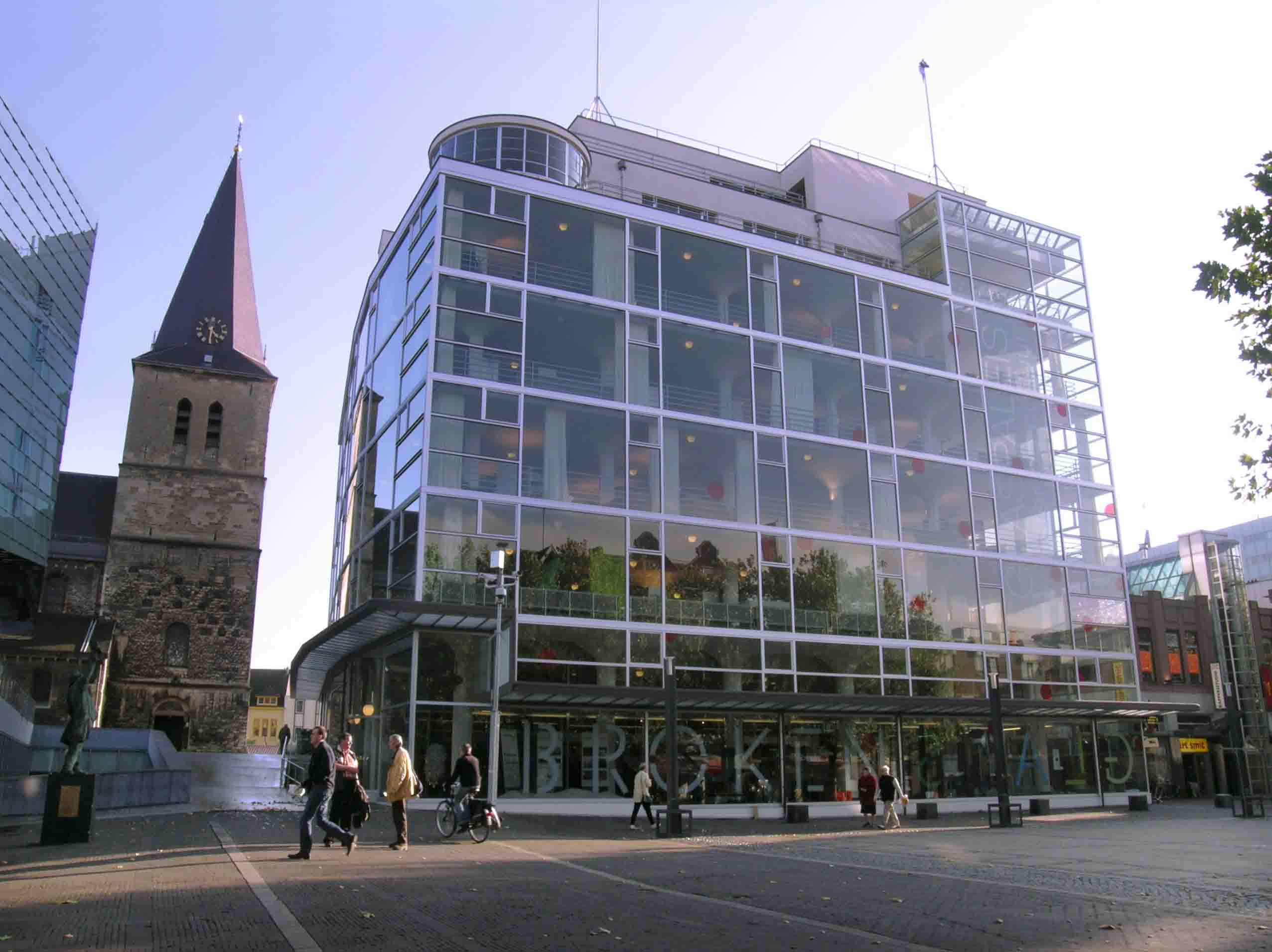
荷兰海尔伦的玻璃宫 (荷兰) (1935)

国际风格是1920～1930年代的主要建筑趋势。国际风格建筑具有勻質、三維連續的幾何化空間特徵，不過分強調空間大小，而強調適用性。

### 筒体结构建筑
筒体结构建筑(Tube Architecture)是1963年出现的一种新的结构形式，其特点是将筒作为摩天大楼的框架。

### 后现代建筑

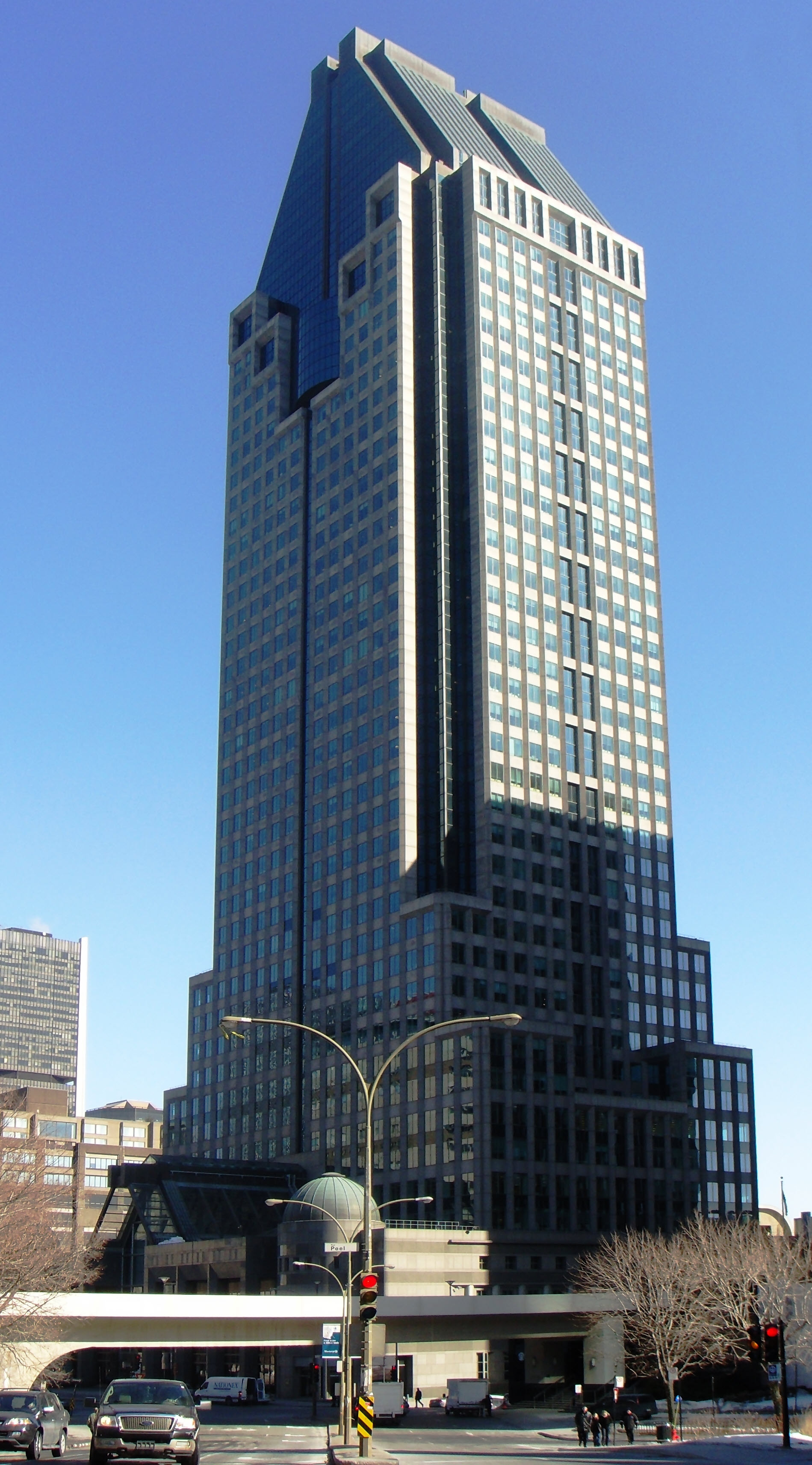
蒙特利尔的 1000 de La Gauchetière

后现代建筑国际主义建筑的发展，最早出现在1950年代，其影响一直延续到今天。

#### 古奇建筑
古奇建筑是表现主义建筑的一个分支，或者说是受到汽车文化、宇航时代影响的一种未来主义建筑，起源于1940年代末的南加州，其影响直到1960年代中期。

#### 解构主义建筑
解构主义建筑是后现代建筑的发展，其作品出现于1980年代末。

### 批判地域主义建筑
与现代主义建筑的无地域性、乏意义的特点相对，批判地域主义将地方文化、环境融合作为力量赋予建筑。